# 澳門巴士61路線
澳門巴士61路線是由澳巴及新福利聯營，往返媽閣和關閘的巴士路線。

## 沿革
- 2023年8月11日，行政長官賀一誠出席澳門立法會答問會回應議員口頭質詢時首次透露，指政府下一步會研究在不同轉乘站增設多些巴士專線，在輕軌媽閣站通車後擬開通專線巴士往返關閘和外港碼頭。[1][2] 交通事務局亦於2023年9月回應澳門立法會議員羅彩燕書面質詢時表示，會研究在不同轉乘站至口岸開設巴士專線，如媽閣交通樞紐至關閘或青茂口岸，以解決部分旅客的出行需要，提升整體乘客搭乘體驗。[3]

- 2023年11月15日，行政長官賀一誠出席澳門立法會《澳門特別行政區政府2024年財政年度施政報告》答問會時，回應委任議員邱庭彪關注輕軌接駁交通規劃時，指輕軌媽閣站如期於同年12月啟用，本線和往返外港碼頭接駁路線正在籌備中。[4][5]

- 2023年11月28日，交通諮詢委員會「公共運輸服務改善工作小組」舉行工作會議，會上局方表示因應媽閣站於同年12月8日開通營運，當中包括計劃增設本線往返媽閣交通樞紐至關閘，途經河邊新街、十六浦、林茂塘及青茂口岸，以雙向線方式行駛。[6][7][8]

## 歷史
- 2023年12月2日，本線正式營運。[9][10]而受內港南雨水泵站及下水道工程影響，暫不停靠“河邊新街／凱泉灣”站、“媽閣廟站”，臨時停靠“河邊新街／媽閣”、“河邊新街／下環”站。[11]

- 2024年2月25日10:00起，恢復停靠“河邊新街／凱泉灣”站。[12]

## 本線特色／趣事
- 本線為2011年新巴士服務後第二條非臨時性質的兩巴聯營路線。

- 雖然本線為雙向線，大部分司機並不會在關閘總站休息，而是「到站即出」。

- 由於本線屬聯營路線，加上受到技術條件影響，因此在交通事務局巴士報站APP中的內部編號及電子收費系統中亦有所不同。
  - 新福利營運期間被定編為61；而澳巴營運期間則為61%，初期更編為611。[13]

## 營運日期
| 年份                                 | 1月 | 2月 | 3月 | 4月 | 5月 | 6月 | 7月 | 8月 | 9月 | 10月 | 11月 | 12月 |
| ------------------------------------ | --- | --- | --- | --- | --- | --- | --- | --- | --- | ---- | ---- | ---- |
| 2023                                 |     |     |     |     |     |     |     |     |     |      |      |      |
| 2024                                 |     |     |     |     |     |     |     |     |     |      |      |      |
| 2025                                 |     |     |     |     |     |     |     |     |     |      |      |      |
| 註釋                                 |     |     |     |     |     |     |     |     |     |      |      |      |
| - 橙色標示為澳巴；而黃色標示為新福利 |     |     |     |     |     |     |     |     |     |      |      |      |

## 使用車輛

### 澳巴
2024年1月1日起：

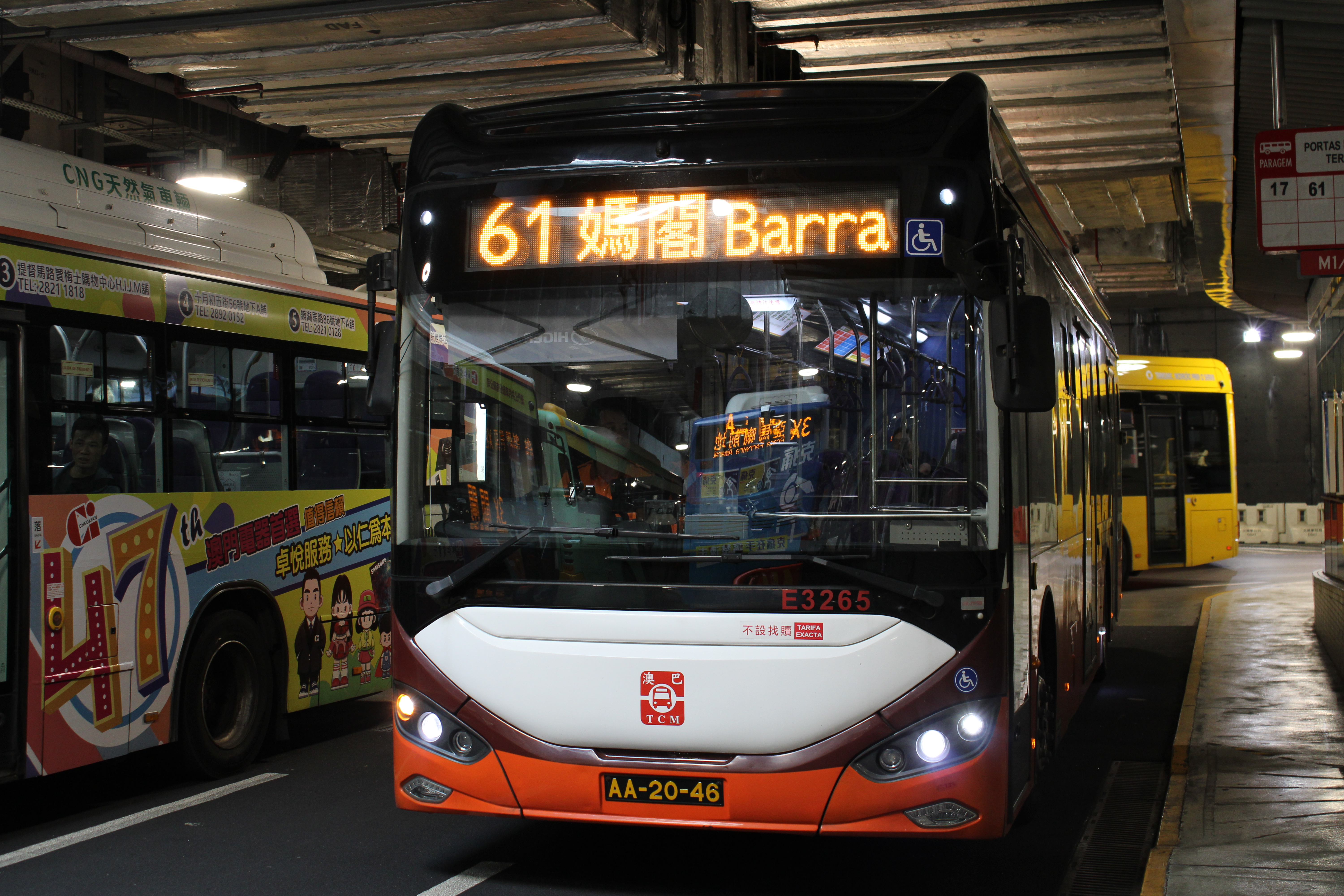
蘇州金龍KLQ6116GHEV
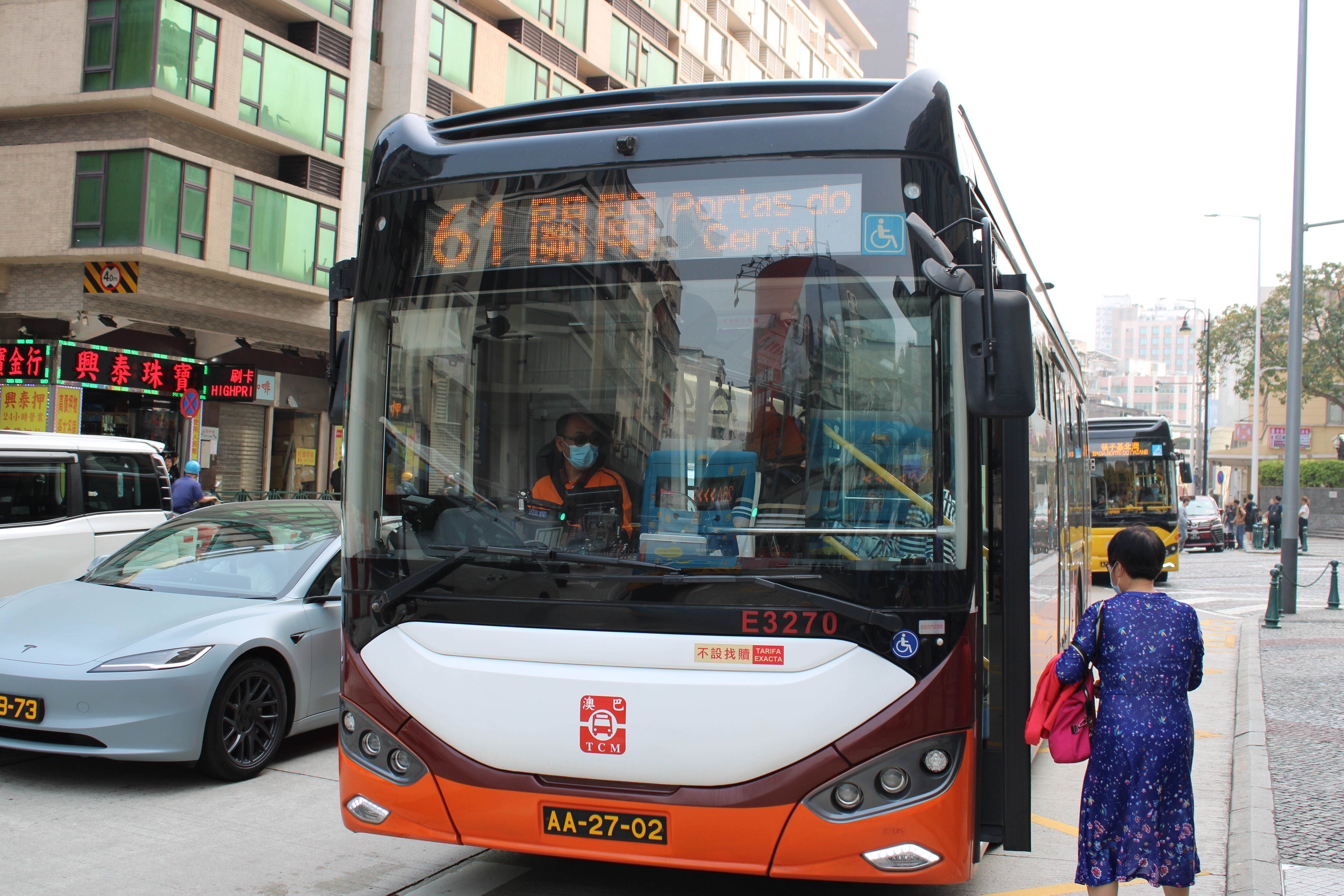
蘇州金龍KLQ6116GHEV
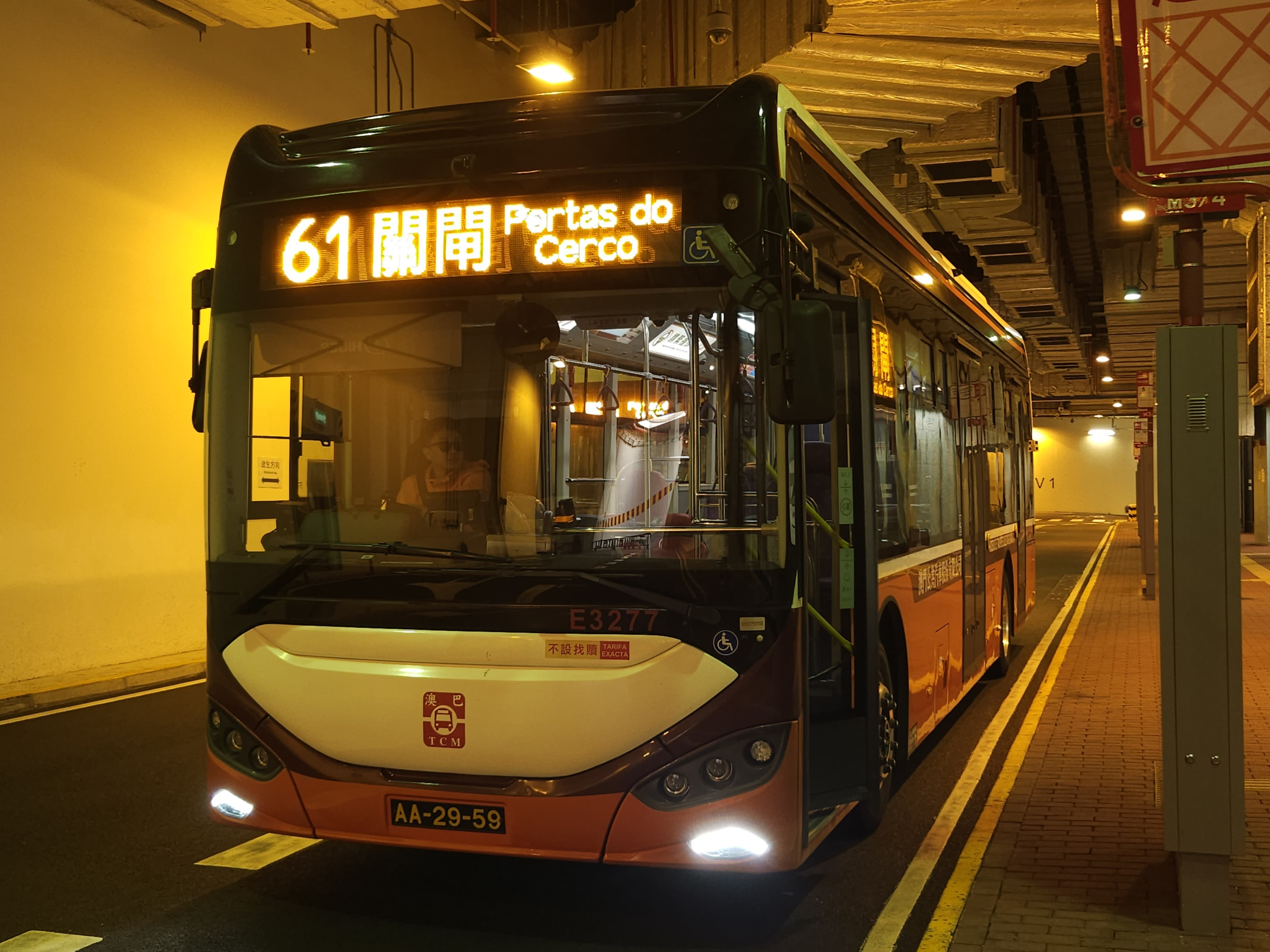
蘇州金龍KLQ6116GHEV
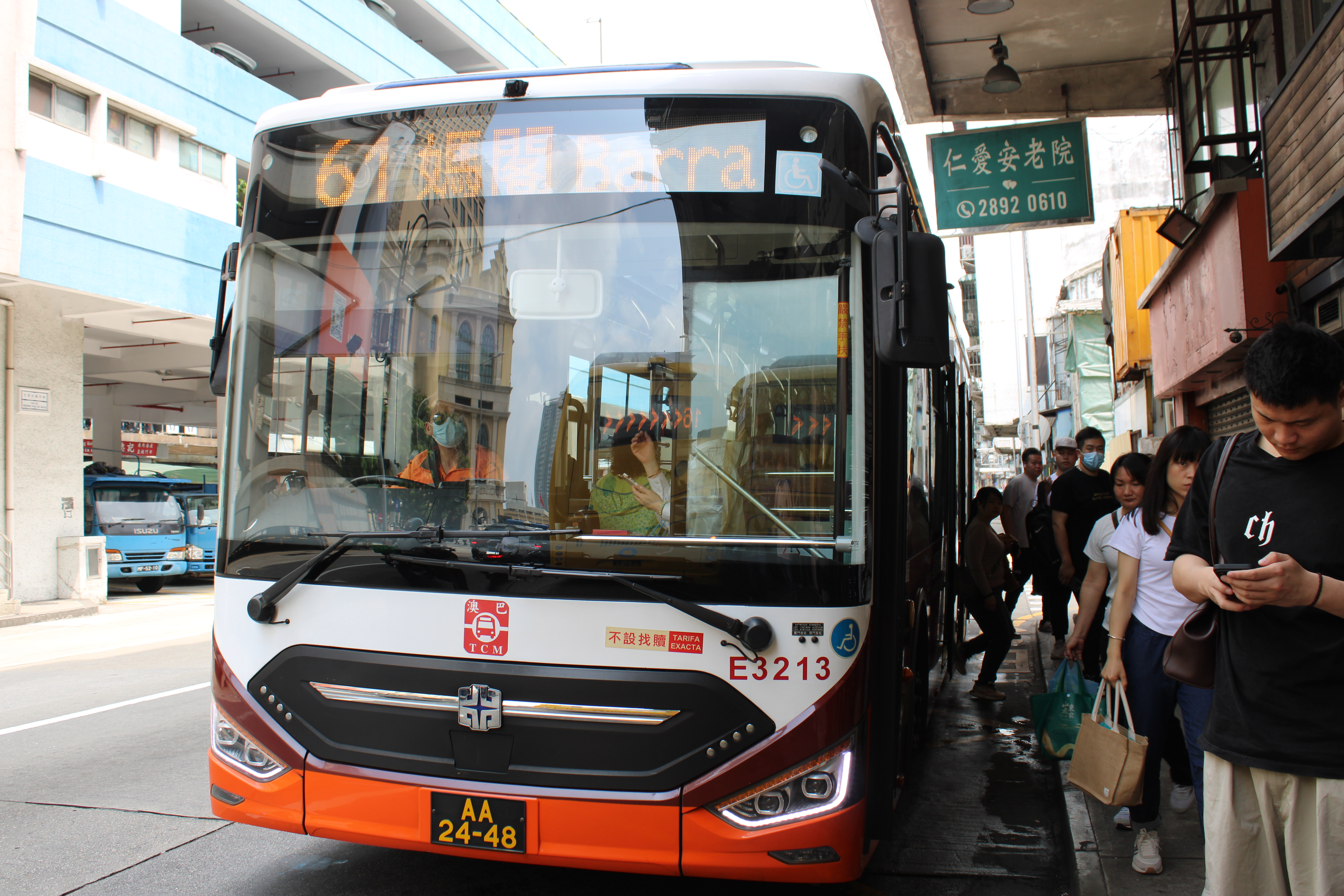
中通LCK6113SHEVG
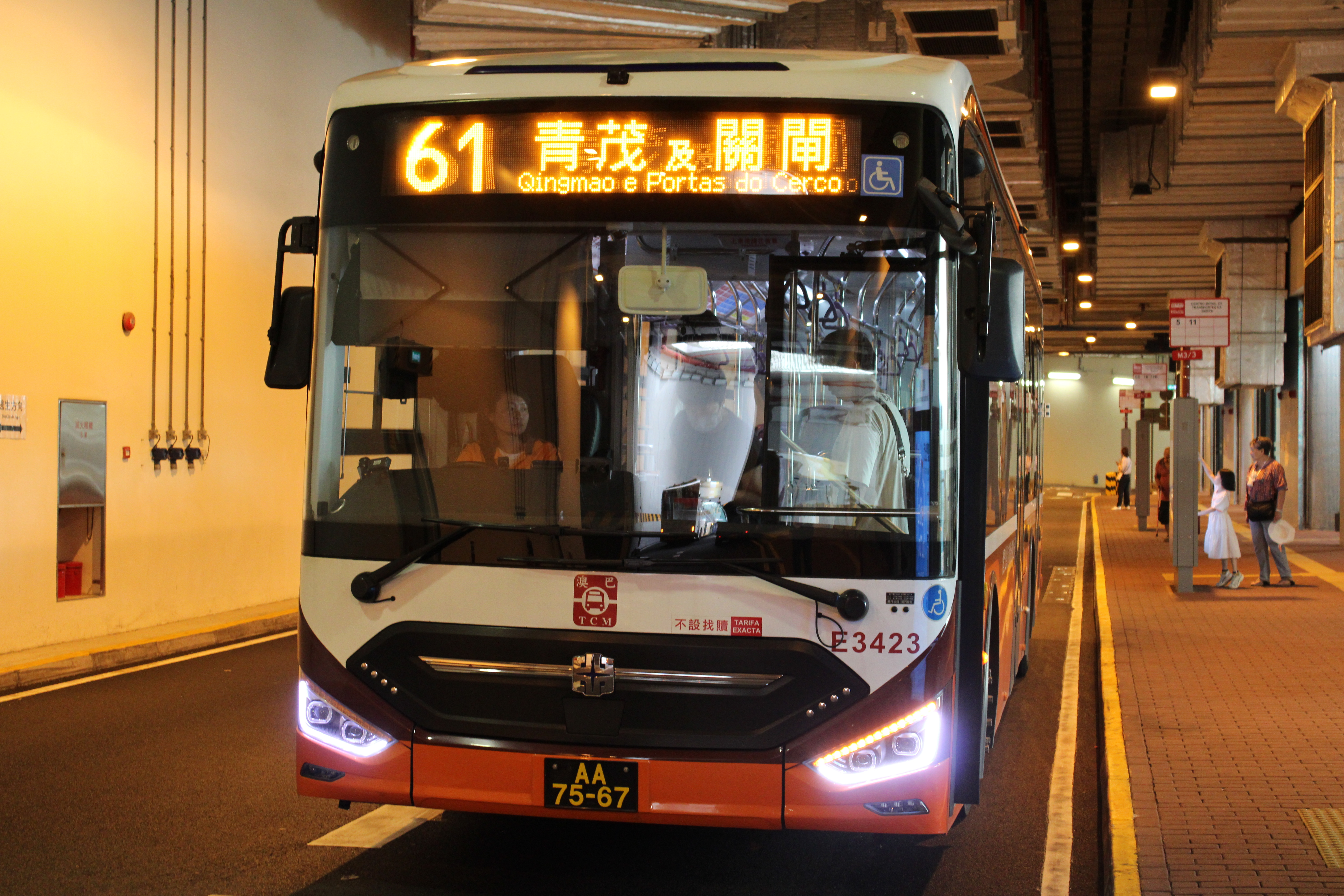
中通LCK6113SHEVG
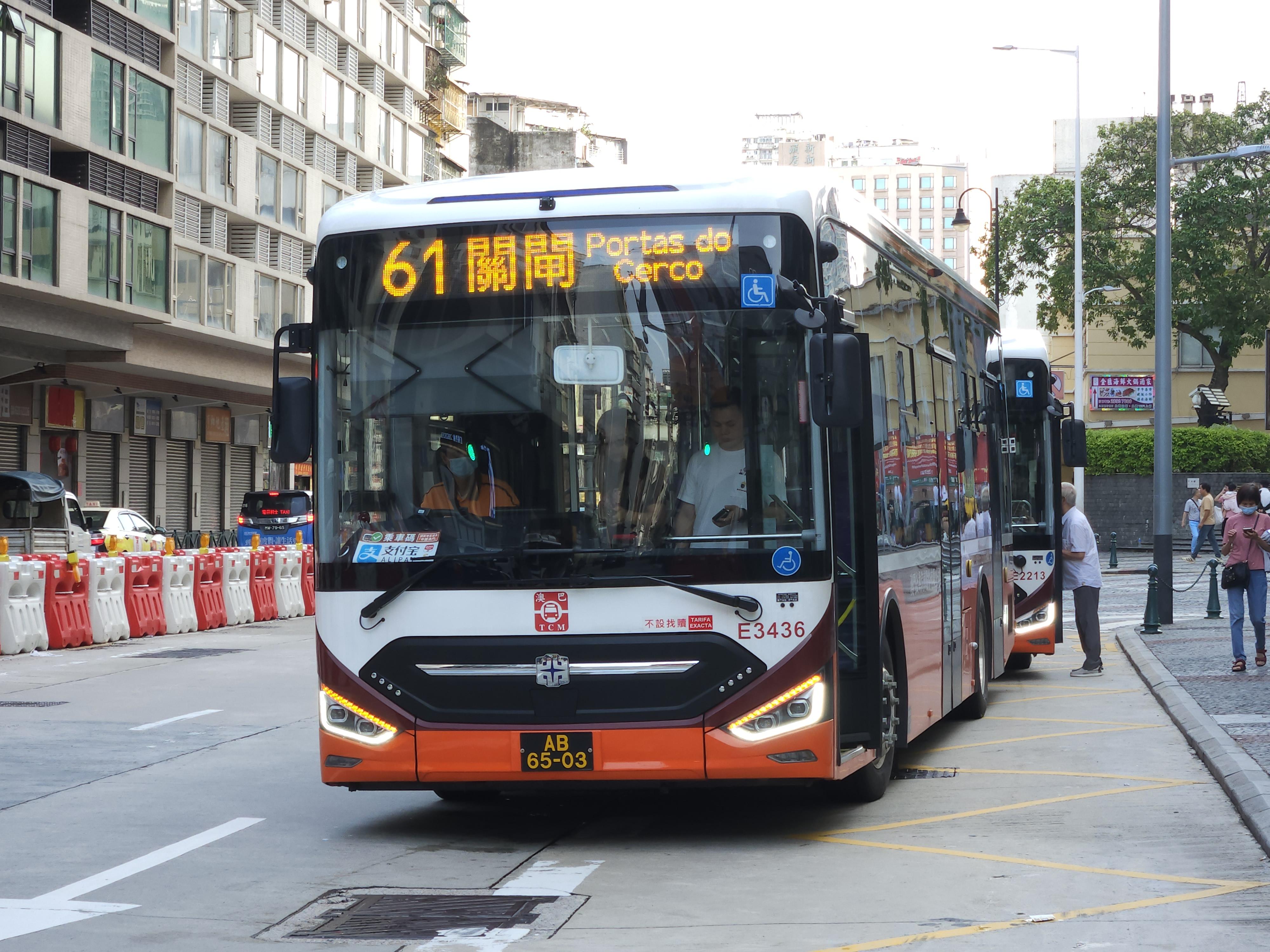
中通LCK6113SHEVG

2024年5月1日起：
- 中通LCK6113SHEVG

### 新福利
2023年12月8日前：
- 蘇州金龍KLQ6106GHEV

2023年12月8日起：
- 蘇州金龍KLQ6106GHEV
- 蘇州金龍KLQ6116GHEV1

2024年2月1日起：
- 蘇州金龍KLQ6116GHEV2

2024年4月1日起：
- 蘇州金龍KLQ6106GHEV
- 蘇州金龍KLQ6116GHEV2

2024年9月1日：
- 蘇州金龍KLQ6106GHEV

2024年9月2日起：
- 蘇州金龍KLQ6116GHEV

2024年9月6日：
- 蘇州金龍KLQ6116GHEV
- 蘇州金龍KLQ6116GHEV1

2024年9月7日起：
- 蘇州金龍KLQ6116GHEV

2024年11月1日起：
- 蘇州金龍KLQ6106GHEV

## 電牌
| 往關閘方向     | 往關閘方向   | 往關閘方向 | 往關閘方向 |
| 日期           | 頭牌         | 圖例       | 圖例       |
| 日期           | 頭牌         | 澳巴       | 新福利     |
| -------------- | ------------ | ---------- | ---------- |
| 2024年8月1日前 | 關閘         |            |            |
| 2024年8月1日起 | 青茂 及 關閘 |            | 不適用     |
| 往媽閣方向     |              |            |            |
| 日期           | 頭牌         | 圖例       | 圖例       |
| 日期           | 頭牌         | 澳巴       | 新福利     |
| 開線至今       | 媽閣         |            |            |

## 路線資料

### 收費
| 收費類別     | 收費類別                      | 收費類別             | 費用 |
| ------------ | ----------------------------- | -------------------- | ---- |
| 現金         | 現金                          | 現金                 | $6.0 |
| 境外支付工具 | 支付寶（內地及香港）          | 支付寶（內地及香港） | $6.0 |
| 境外支付工具 | 雲閃付 非綁定澳門銀聯卡       |                      | $6.0 |
| 境外支付工具 | 微信支付（內地及香港）        |                      | $6.0 |
| 境外支付工具 | 交通聯合 非澳門發行的全國通卡 |                      | $6.0 |
| 境內支付工具 | 澳門通                        | 全民卡               | $3.0 |
| 境內支付工具 | 澳門通                        | 學生卡               | $1.5 |
| 境內支付工具 | 澳門通                        | 長者卡               | 免費 |
| 境內支付工具 | 澳門通                        | 殘疾卡               | 免費 |
| 境內支付工具 | 聚易用＋                      | 聚易用＋             | $3.0 |

### 服務時間及班距
| 服務時間                     | 服務時間 | 每天        |
| ---------------------------- | -------- | ----------- |
| 關閘總站                     | 關閘總站 | 06:00-23:30 |
| 媽閣交通樞紐                 |          | 06:00-23:30 |
| 班距                         | 班距     | 10-20分鐘   |
| 懸掛8號風球後1小時開出尾班車 |          |             |

### 路線停站
| 61   | 媽閣 ↔ 關閘 | 媽閣 ↔ 關閘              | 媽閣 ↔ 關閘        | 媽閣 ↔ 關閘 | 媽閣 ↔ 關閘  | 媽閣 ↔ 關閘        |
| 序號 | 往程        | 往程                     | 往程               | 返程        | 返程         | 返程               |
| 序號 | 站號        | 站名                     | 輕軌站／出入境口岸 | 站號        | 站名         | 輕軌站／出入境口岸 |
| 1    | M3/4        | 媽閣交通樞紐             | 媽閣站             | M1/6        | 關閘總站     | 關閘邊檢大樓       |
| 2    | M198/2      | 西灣湖景大馬路／媽閣碼頭 | 媽閣站             | M67         | 青茂口岸     | 青茂口岸           |
| 3    | M183/1      | 河邊新街／凱泉灣         |                    | M125        | 栢港停車場   |                    |
| 4    | M132/2      | 十六浦                   |                    | M203/1      | 媽閣廟站     |                    |
| 5    | M60         | 青茂／何賢紳士馬路       | 青茂口岸           | M3/4        | 媽閣交通樞紐 | 媽閣站             |
| 6    | M1/6        | 關閘總站                 | 關閘邊檢大樓       |             |              |                    |

## 圖片集

### 新福利

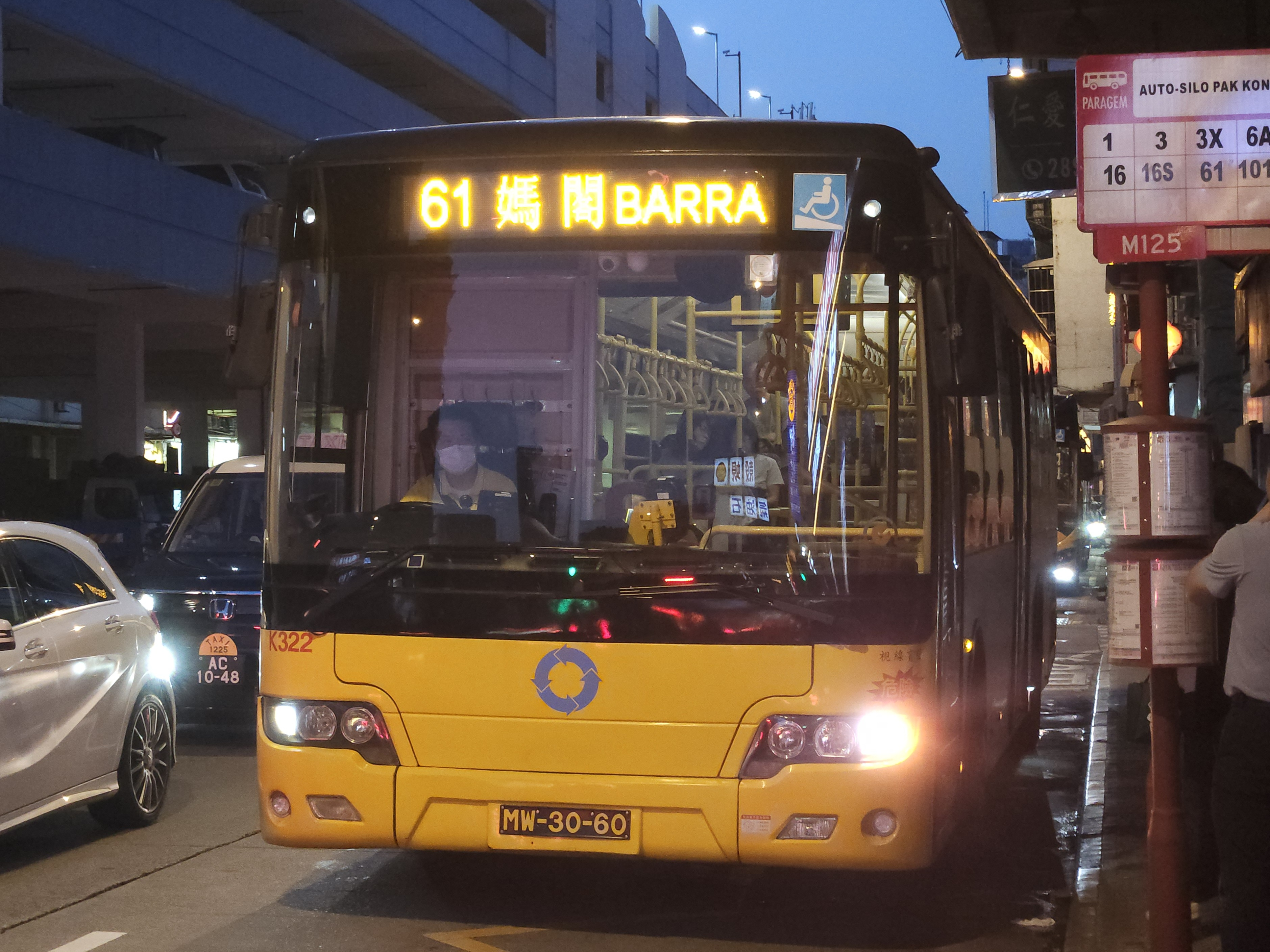
蘇州金龍KLQ6108GQ28E4
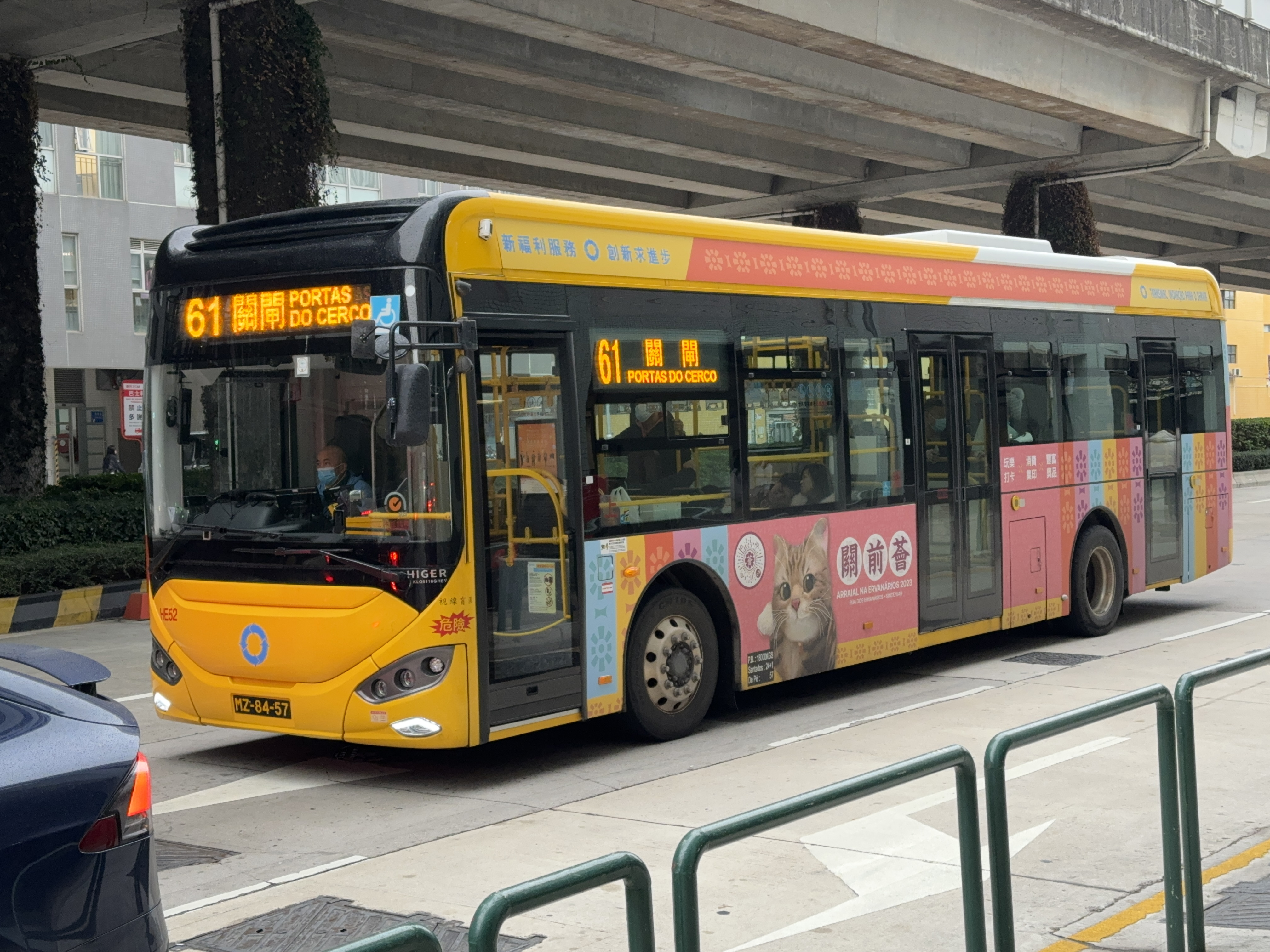
蘇州金龍KLQ6116GHEV
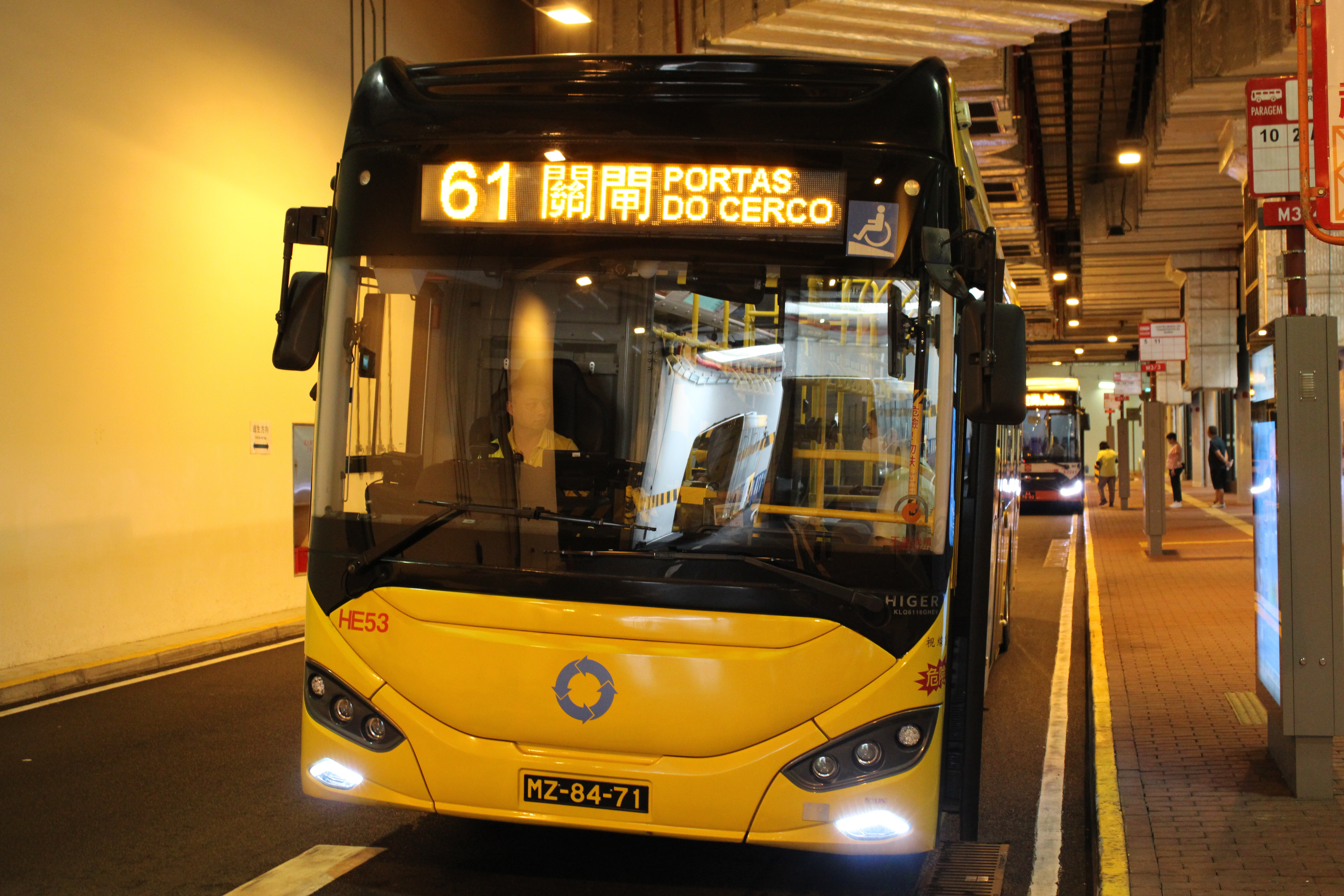
蘇州金龍KLQ6116GHEV
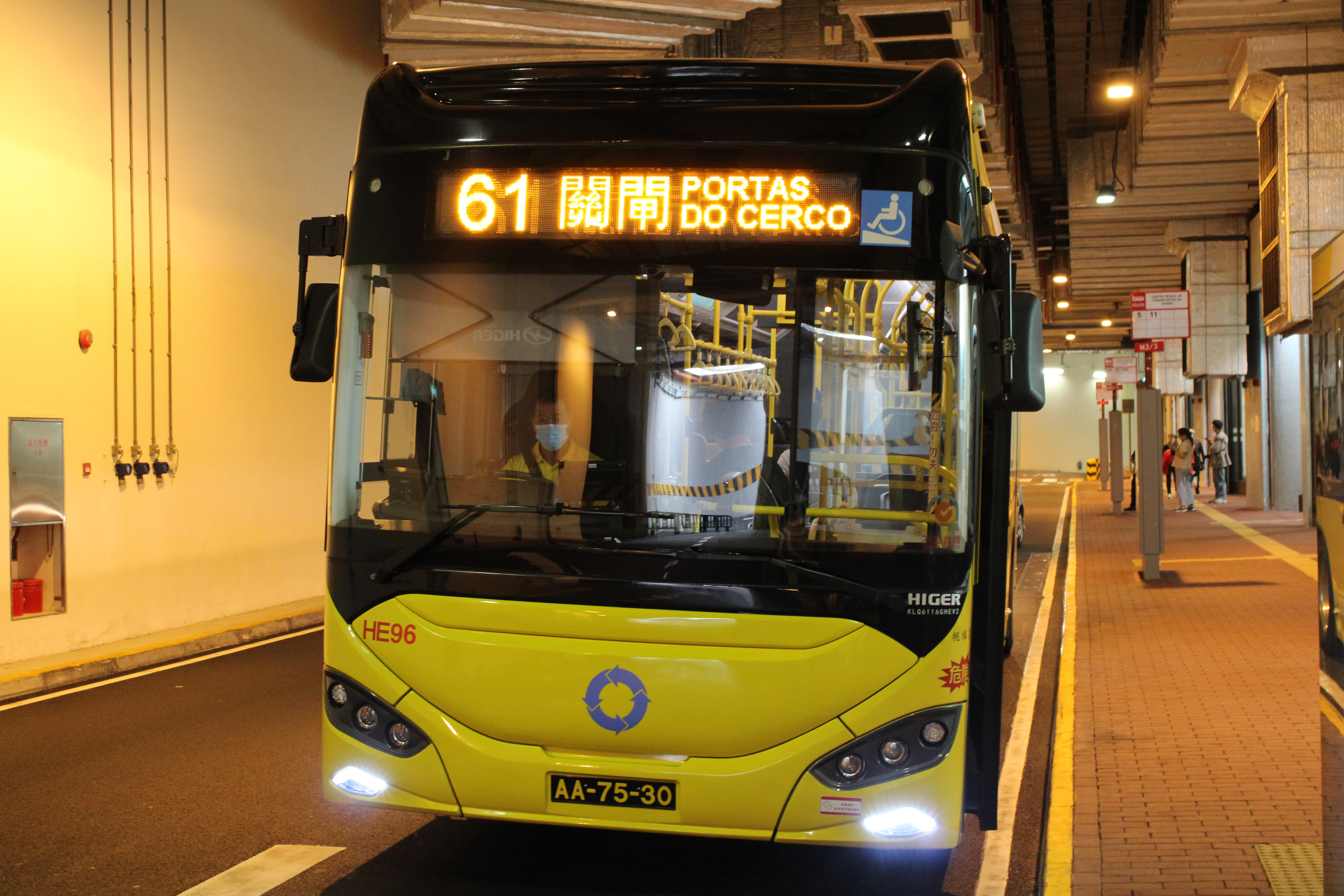
蘇州金龍KLQ6116GHEV2
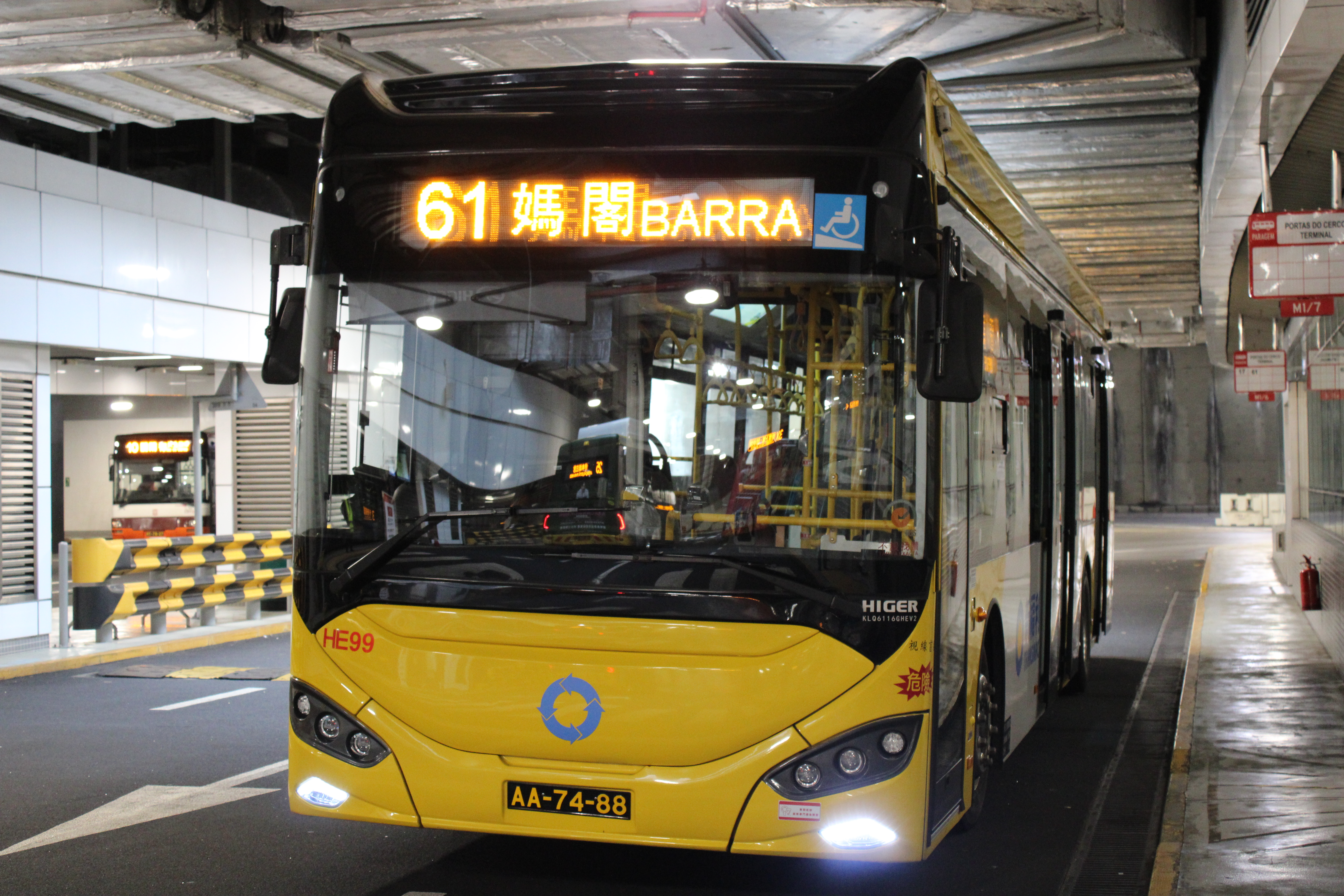
蘇州金龍KLQ6116GHEV2
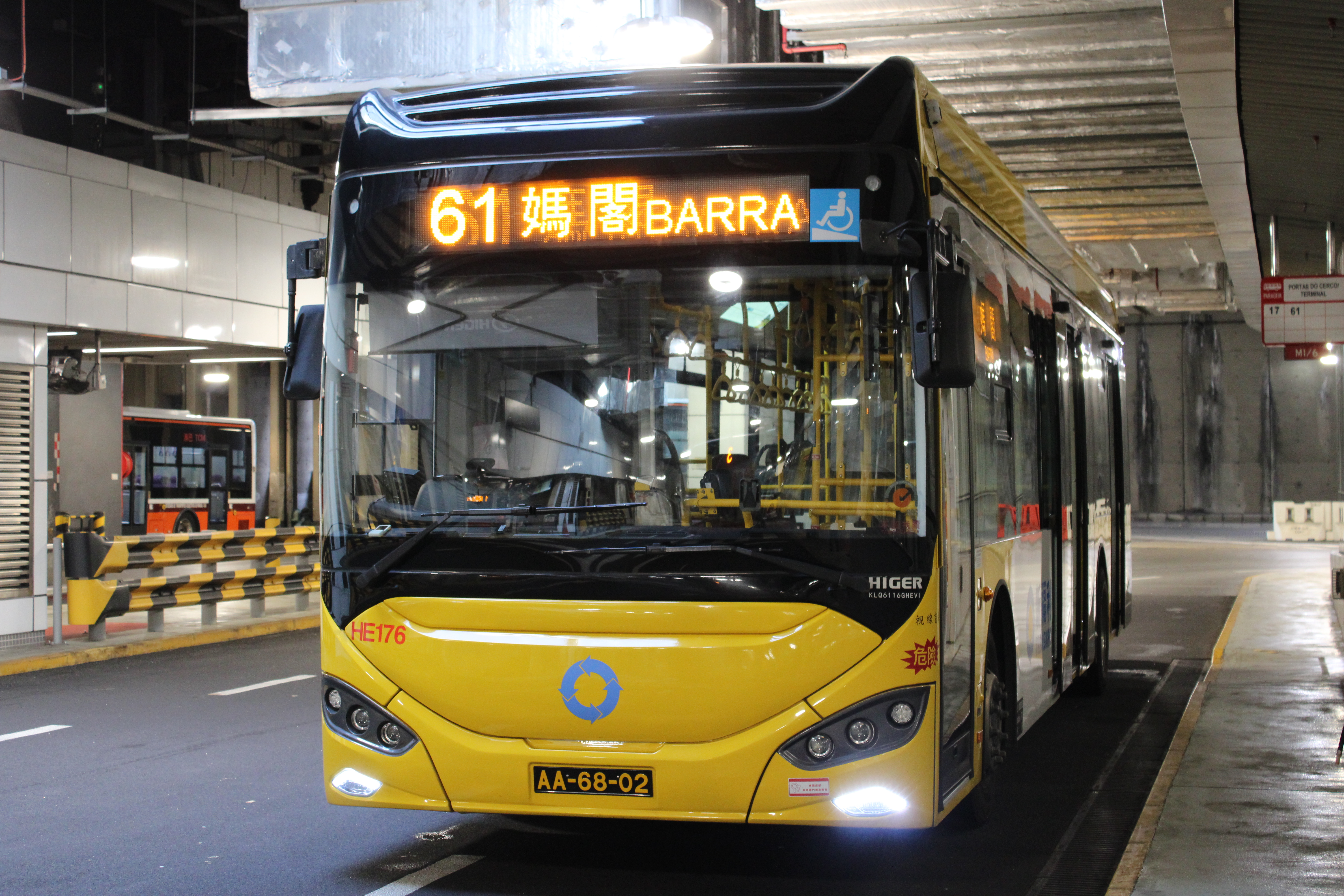
蘇州金龍KLQ6116GHEV1
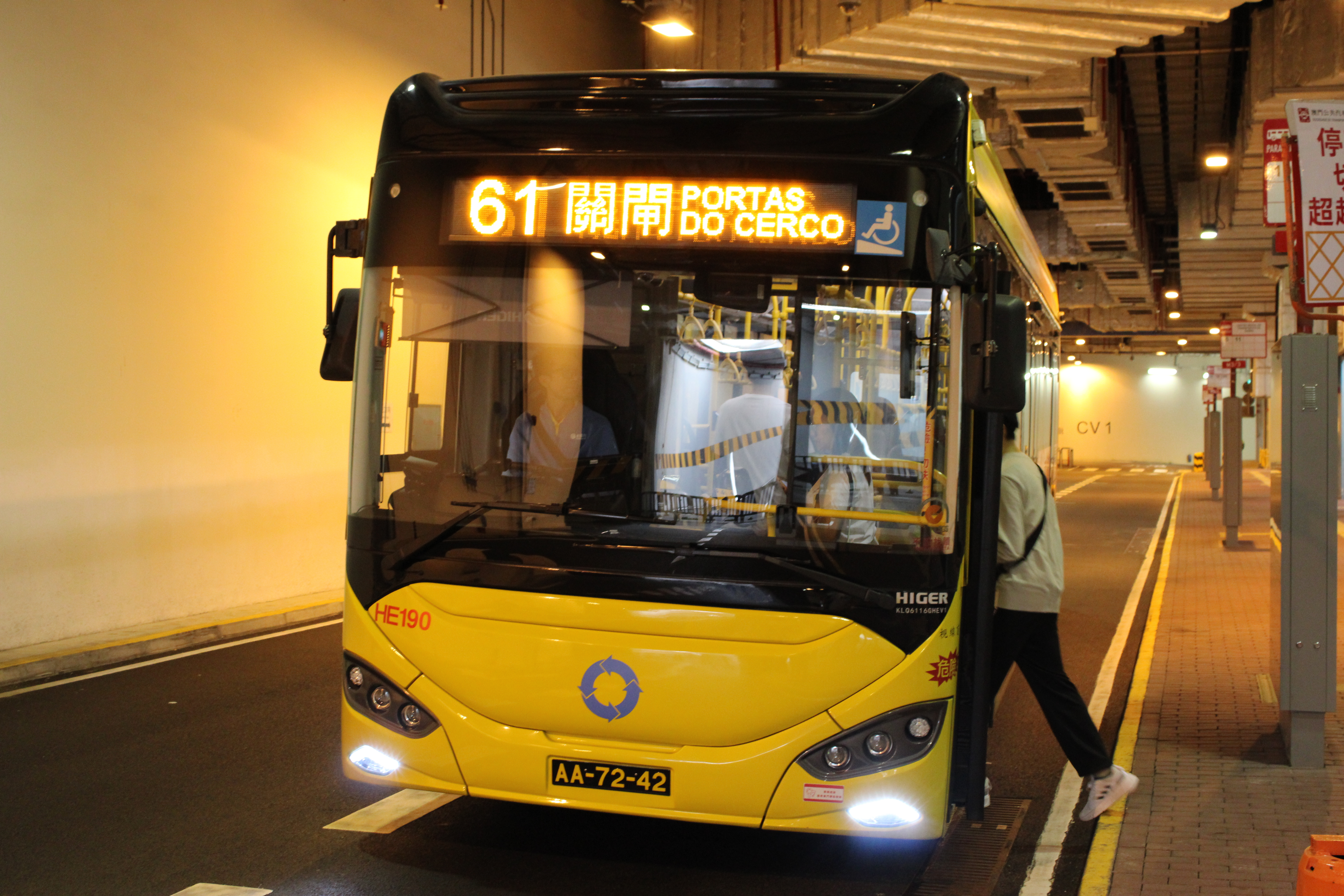
蘇州金龍KLQ6116GHEV1
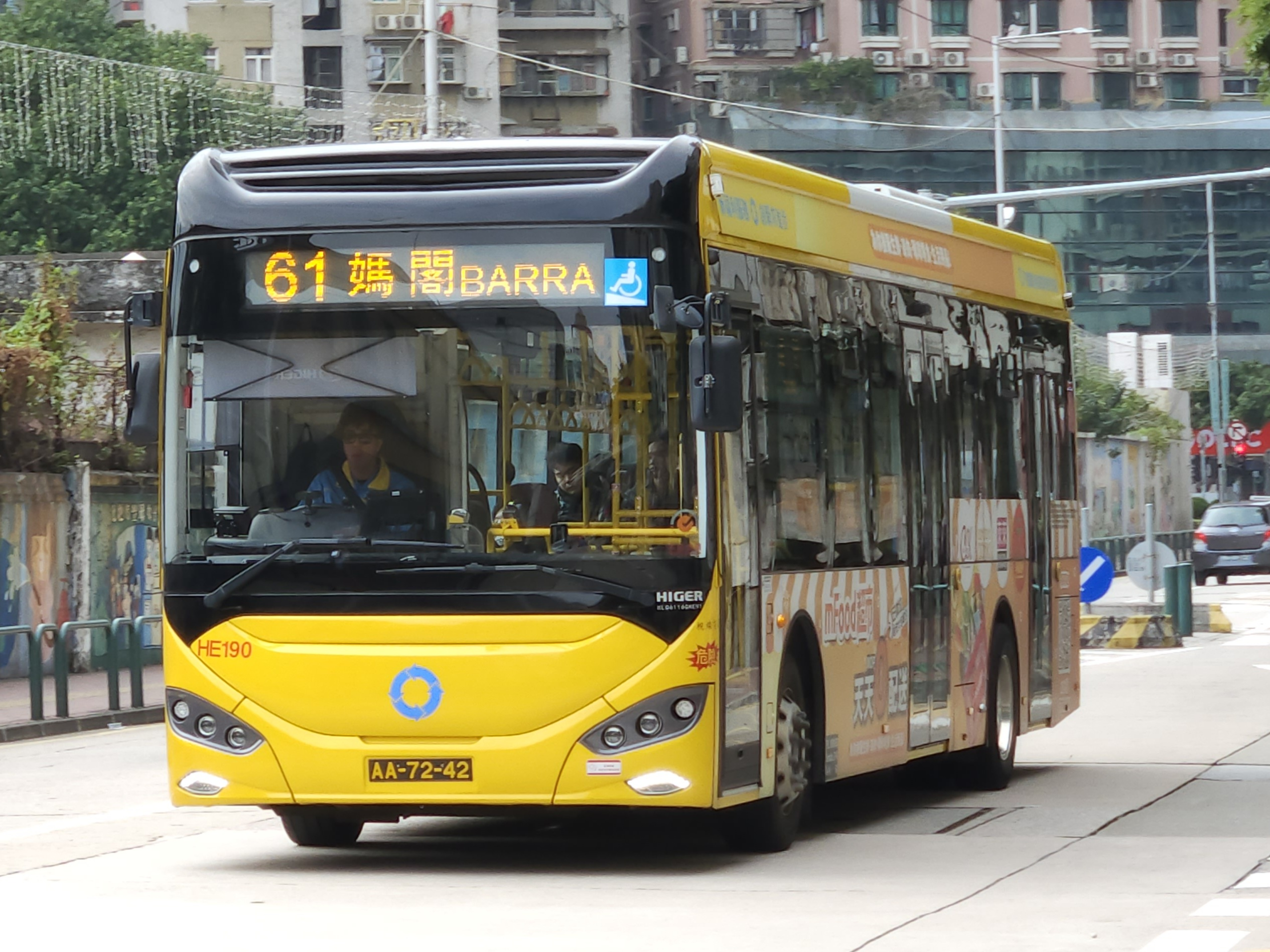
蘇州金龍KLQ6116GHEV1
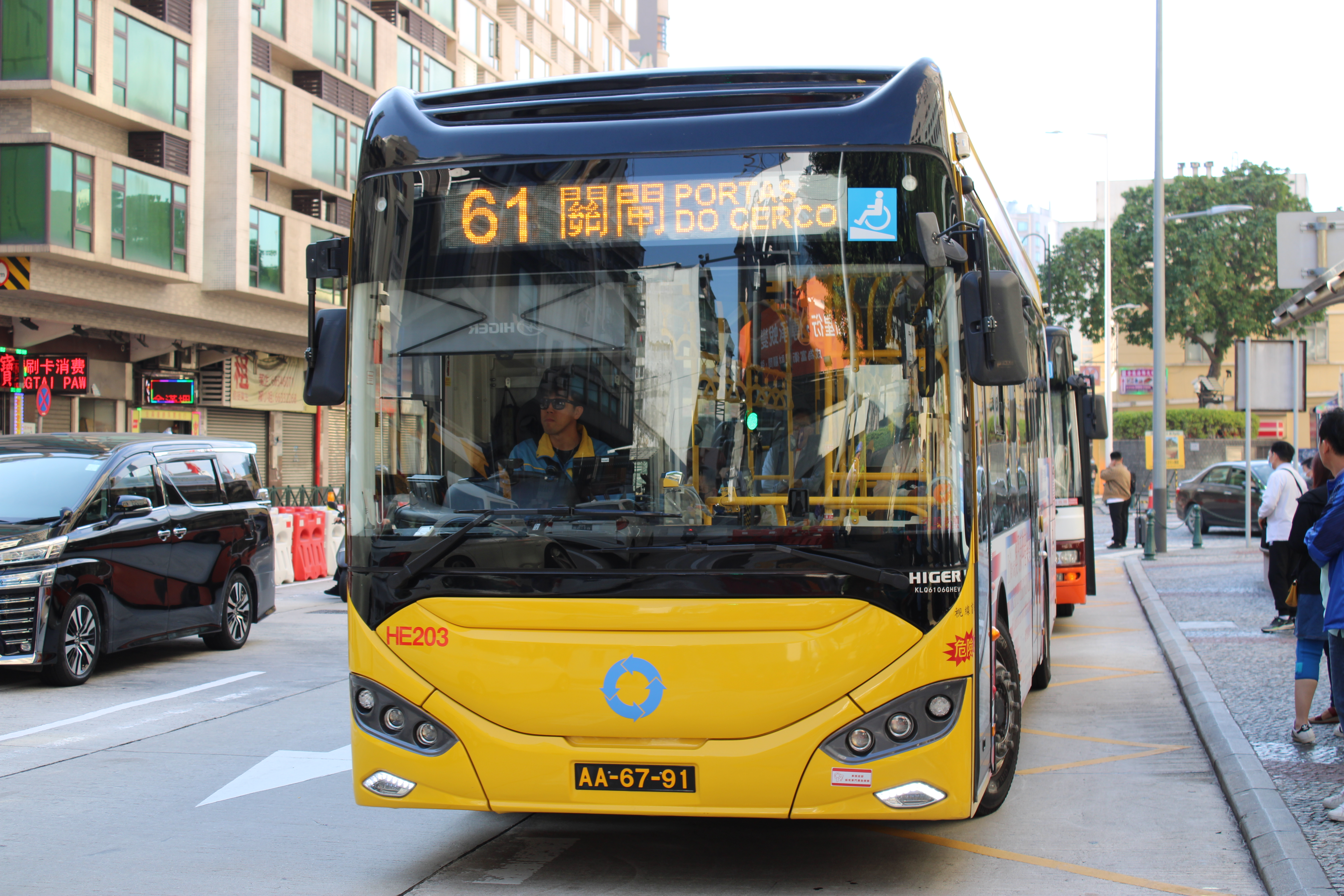
蘇州金龍KLQ6106GHEV

### 澳巴
- 蘇州金龍KLQ6116GHEV
- 蘇州金龍KLQ6116GHEV
- 蘇州金龍KLQ6116GHEV
- 中通LCK6113SHEVG
- 中通LCK6113SHEVG
- 中通LCK6113SHEVG

## 外部連結
- 澳門新福利公共汽車有限公司（官方網站） （页面存档备份，存于）
- 澳門公共汽車股份有限公司（官方網站） （页面存档备份，存于）